# تاینی‌ام‌سی‌ای
تاینی‌ام‌سی‌ای (به انگلیسی: TinyMCE) یک ویرایشگر متن آنلاین است که تحت گنو ال‌جی‌پی‌ال به‌عنوان نرم‌افزار متن‌باز منتشر شده‌است. این ویرایشگر این قابلیت را دارد که زمینه‌های متن اچ‌تی‌ام‌ال یا سایر عناصر اچ‌تی‌ام‌ال را به نمونه‌های ویرایشگر تبدیل کند. TinyMCE به گونه‌ای طراحی شده‌است که به راحتی با کتابخانه‌های جاوا اسکریپت مانند ری‌اکت، ویو جی‌اس، انگولارجی‌اس و بوت‌استریپ و همچنین سیستم‌های مدیریت محتوا مانند جوملا و وردپرس ادغام شود.

## سازگاری با مرورگر
تاینی‌ام‌سی‌ای با اکثر مرورگرها از جمله گوگل کروم، فایرفاکس، سفاری، مایکروسافت اج، اینترنت اکسپلورر و اپرا در سیستم عاملهای مختلف سازگار است.

## ای‌پی‌آی
TinyMCE شامل یک واسط برنامه‌نویسی کاربردی گسترده برای ادغام سفارشی است.

## پشتیبانی از زبان
- ۳۶ ترجمه مختلف از جمله پشتیبانی از راست به چپ برای TinyMCE 5.xx در دسترس است[۴]